# Strangalia occidentalis
Strangalia occidentalis là một loài bọ cánh cứng trong họ Cerambycidae.